# 显脉大参
显脉大参（学名：Macropanax chienii）是五加科大参属的植物，为中国的特有植物。分布于中国大陆的云南等地，生长于海拔850米的地区，多生于灌木丛林中，目前尚未由人工引种栽培。